# Beredskapssoldat
Beredskapssoldat är en benämning som använts för olika sorters soldater i Sverige.

## Modern tid
Beredskapssoldat var en soldat som kontraktsanställts av den svenska Försvarsmakten för viss tid och vissa uppgifter och som skulle vara beredd att rycka in om vederbörande blir inkallad. Idag kallas motsvarande kategori tidvis tjänstgörande personal.

## 1980-1990-talet
Beredskapssoldat var också en befattning för värnpliktiga under 1980- och 1990-talen. Arméns beredskapsplutoner organiserades första gången 1983. Plutonerna hade redan efter tio veckor uppgiften att svara för beredskap mot oförutsedda händelser, inkl. sådana aktioner som krävde vapeninsats. Beredskapsplutonerna hade också ansvar för särskilda skyddsföremål, som skulle säkras och hållas, alternativt förstöras vid en övermakt. De skulle också kunna lösa olika bevakningsuppgifter, samt kunna ingripa inom ramen för bestämmelserna i IKFN (Ingripanden, Kränkningar, Fred och Neutralitet). P 10/Fo 43 var ett av de förband som ansvarade för beredskapsplutoner.

## Sverige under andra världskriget
Beredskapssoldat kallades även de värnpliktiga som var inkallade under beredskapstiden i Sverige under andra världskriget.